# ワン・ショット・トゥ・ラブ〜走れ!カメラ小僧!!〜
『ワン・ショット・トゥ・ラブ〜走れ!カメラ小僧!!〜』（ワン・ショット・トゥ・ラブ はしれ カメラこぞう）は2005年の日本の映画。
USEN運営のGyaO!が製作したパソコンテレビ用の映画で、主人公でオタクでカメラ小僧の大学生に小林且弥。ヒロインはグラビアアイドル出身の秋山莉奈が美少女の幽霊という幻想的でホラー映画めいた恋物語。

## あらすじ
大学生でカメラオタクの静夫（小林且弥）が、ある日美しい幽霊であるユリ（秋山莉奈）に出会い、静夫のカメラは幽霊に取り憑かれてしまう。それ以来、静夫の周辺に奇妙な事が起こるのだが……。そんな幽霊のユリに静夫はいつしか惹かれていく。やがてお互いに恋心が芽生え、生前の彼女の身の上に起こった悲しい出来事を理解し、静夫はある行動に出るのだが……。

## スタッフ
- 監督:松岡寛
- 脚本:安達竹彦
- プロデューサー山田力也
- 企画・小野輝人

## キャスト
- 小林且弥
- 秋山莉奈
- 星遙子

## 関連映画
- アラン・タムの怪談・魔界美女物語
- チャイニーズ・ゴースト・ストーリー